# Guerra otomano-safávida (1532-1555)
La guerra otomano-safávida de 1532-1555 se libró entre el Imperio otomano de Solimán el Magnífico y el Imperio safávida durante el reinado de Tahmasp I.

## Antecedentes
La guerra fue desencadenada por las disputas territoriales entre los dos imperios, sobre todo cuando el bey de Bitlis decidió ponerse bajo la protección persa. Además, Tahmasp I ordenó asesinar al gobernador de Bagdad, un simpatizante de Solimán. 
En el frente diplomático, Persia había mantenido conversaciones con los Habsburgo para la formación de una alianza de Habsburgo-Persa para atacar al Imperio otomano desde dos frentes.

## Campaña de los dos Iraks (primera campaña, 1532-1534)
Los otomanos, primero liderados por el gran visir Ibrahim Pasha, y posteriormente por Solimán I en persona, atacaron con éxito la Irak safávida, recapturaron Bitlis, y procedieron a capturar Tabriz y Bagdad en 1534. Tahmasp I permaneció evasivo, retrocediendo antes de que llegaran las tropas otomanas, y adoptando una estrategia de tierra quemada.

## Segunda campaña (1548-1549)
Bajo el comando del gran visir Rüstem Pasha, e intentando derrotar al sah de una vez por todas, Solimán I el Magnífico se embarcó en una segunda campaña entre 1548 y 1549. Una vez más, Tahmasp I adoptó una estrategia de tierra quemada, arrasando la zona de Armenia. Mientras tanto, el rey francés Francisco I, enemigo de Carlos I (Habsburgo), y Solimán I adelantaban una alianza franco-otomana, formalizada en 1536, para contrarrestar la amenaza de los Habsburgo. En 1547, cuando Solimán I atacó Persia, Francia envió a su embajador Gabriel de Luetz, para que lo acompañara en su campaña. Gabriel de Luetz dio asesoramiento militar a Solimán, como cuando le aconsejó sobre la colocación de la artillería durante el asedio de Van. Solimán I obtuvo victorias en Tabriz, en la Armenia controlada por Irán, se aseguró una presencia duradera en la provincia de Van, y capturó algunos fuertes en Georgia.

## Tercera campaña (1553-1555)
Los otomanos, comandados primero por el gran visir Rüstem Pasha, y posteriormente por Solimán I en persona, empezaron en 1553 su tercera y última campaña contra el Shah, en la que primero perdieron y luego recuperaron Erzurum. Los territorios que obtuvieron los otomanos fueron asegurados por la Paz de Amasya en 1555. Solimán I devolvió Tabriz, pero mantuvo a Bagdad, la baja Mesopotamia, las desembocaduras de los ríos Éufrates y Tigris, y parte de la costa del golfo Pérsico.
Debido a su fuerte compromiso militar en Persia, Solimán I sólo fue capaz de enviar un débil apoyo naval muy limitado a Francia en la invasión franco-otomana de Córcega de 1553.